# Liste der Monuments historiques in Saint-Armel (Ille-et-Vilaine)
Die Liste der Monuments historiques in Saint-Armel (Ille-et-Vilaine) führt die Monuments historiques in der französischen Gemeinde Saint-Armel auf.

## Liste der Bauwerke
| Bezeichnung     | Beschreibung | Standort | Kennzeichnung | Schutzstatus | Datum | Bild |
| --------------- | ------------ | -------- | ------------- | ------------ | ----- | ---- |
| Kirche St-Armel |              | (Lage)   | PA00090762    | Inscrit      | 1988  |      |

## Liste der Objekte
- Monuments historiques (Objekte) in Saint-Armel (Ille-et-Vilaine) in der Base Palissy des französischen Kultusministeriums